# Fish and chips
Fish and chips (česky: ryba a hranolky) je oblíbený pokrm rychlého občerstvení, který vznikl ve Velké Británii v roce 1858 nebo 1863. Skládá se z ryby smažené v těstíčku (obvykle treska) a tlustých smažených hranolků, které se tradičně polévají sladovým octem a sypou solí.
Toto jídlo je tradičně spojováno s Velkou Británií a Irskem, kde se i nadále těší velké oblibě, stejně jako v oblastech, které byly v minulosti britskými koloniemi, jako je Austrálie, Nový Zéland a Kanada. Kromě jídla jsou fish and chips i společenským fenoménem, který je těsně spjat s kulturou země.
Fish and chips se stalo klasickým pokrmem britské dělnické třídy v druhé polovině 19. století díky rychlému rozmachu lovu vlečnou sítí v Severním moři a výstavbě železnice, která spojila přístavy s velkými městy. Spisovatel a novinář George Orwell ve své knize Cesta k Wigan Pier kritizoval toto jídlo jako fenomén, který poskytoval dělníkům povrchné uspokojení a odváděl je tak od revolučního uvědomění.